# Ngọc Châu, Ngọc Lâm
Ngọc Châu (tiếng Trung: 玉州区; bính âm: Yùzhōu qū) là một khu (quận) thuộc địa cấp thị Ngọc Lâm, khu tự trị dân tộc Choang Quảng Tây, Trung Quốc. Quận Ngọc Châu là quận duy nhất và cũng là trung tâm hành chính, kinh tế và văn hóa của địa cấp thị. Quận có diện tích 464,3 km², dân số khoảng 560.000 người, trong đó dân số thành thị là 400.000 người.
Ngọc Châu được chia thành:
- Nhai đạo
  - Ngọc Thành nhai đạo (玉城街道)
  - Nam Giang nhai đạo (南江街道)
  - Thành Tây nhai đạo (城西街道)
  - Thành Bắc nhai đạo (城北街道)
  - Danh Sơn nhai đạo (名山街道)
- Trấn
  - Đại Đường trấn (大塘镇)
  - Mậu Lâm trấn (茂林镇)
  - Nhân Đông trấn (仁东镇)
  - Phúc Miên trấn (福绵镇)
  - Thành Quân trấn (成均镇)
  - Chương Mộc trấn (樟木镇)
  - Tân Kiều trấn (新桥镇)
  - Sa Điền trấn (沙田镇)
  - Thạch Hòa trấn (石和镇)
  - Nhân Hậu trấn (仁厚镇)